# Agathia hemithearia
Agathia hemithearia là một loài bướm đêm trong họ Geometridae.